# 眞下卓也
 眞下 卓也 （まっか たくや、1963年（昭和38年）6月12日 - ）は、日本の実業家。IBC岩手放送代表取締役社長。岩手県花巻市出身。埼玉大学経済学部卒業。

## 略歴
- 1986年4月 岩手放送（現・IBC岩手放送）入社[1][2][4][5]。
- 2016年4月 営業本部東京支社長[1][2]。
- 2018年4月 放送本部編成局長[1][2]。
- 2018年6月 取締役放送本部長放送本部編成局長[1][2]。
- 2019年4月 取締役メディア放送本部長メディア放送本部編成局長[1][2]。
- 2020年6月 常務取締役メディア放送部長メディア放送本部編成局長[1][2]。
- 2021年4月 常務取締役メディア放送本部編成局長[1][2]。
- 2022年6月 代表取締役社長[1][2][3]。

## 同期入社
- 若林高行
- 近藤敏行
- 矢吹奈美江
- 佐々木礼子